# Philip Moore, barone Moore
Philip Brian Cecil Moore, barone Moore di Wolvercote (6 aprile 1921 – 7 aprile 2009), è stato un ufficiale inglese.

## Biografia
Era il figlio di Cecil Moore, e di sua moglie, Alice Mona Bath. È stato istruito a Cheltenham College e al Brasenose College.
Ha servito nel Bomber Command della RAF durante la Seconda Guerra Mondiale. È stato segretario privato del Primo Lord dell'Ammiragliato (1957-1958), vice commissario del Regno Unito a Singapore (1960-1961). Era capo delle pubbliche relazioni del Ministero della difesa (1965-1966).
È stato vicesegretario privato di Elisabetta II (1966-1972), e come segretario privato fino al 1986. Al suo ritiro, nel 1986, fu creato barone Moore di Wolvercote, di Wolvercote nella città di Oxford e ha vissuto in un appartamento a Hampton Court Palace.

### Matrimonio
Sposò, il 28 agosto 1945, Joan Ursula Greenop (1925-16 maggio 2011), figlia di ME Greenop. Ebbero due figlie:
- Sally Jane Moore (9 giugno 1949), sposò Richard Leachman, ebbero una figlia;
- Jill Georgina Moore (2 dicembre 1951), sposò Peter Gabriel, ebbero due figlie.

### Morte
Morì il 7 aprile 2009, all'età di 88 anni.